# Телевидение в Пакистане
Телевидение в Пакистане появилось в 1964 году, а первая прямая трансляция состоялась 26 ноября 1964 года в Лахоре.

## История

### 1960—1980 гг.
Первоначально это был проект частного сектора, который был реализован в 1961 году известным промышленником Сайедом Ваджидом Али, который подписал соглашение о создании совместного предприятия с «Nipon Electric Company» (NEC). Руководителем телевизионного проекта Ваджид Али назначил ведущего пакистанского инженера Убайдура Рахмана.
К 1962 году, после серии пилотных испытаний трансмиссии, в 1963 году проект был в срочном порядке передан правительству Айюб Хана с целью служения «большим национальным интересам Пакистана».
В 1963 году президент Мухаммед Айюб Хан повторно назначил Убайдура Рахмана руководителем проекта, но под руководством Министерства информации. Ему было поручено продолжить сотрудничество с совместным предприятием NEC по запуску Пакистанской телевизионной корпорации (или PTV).
26 ноября 1964 года первая официальная телевизионная станция начала вещание из Лахора, за которым в 1965 году последовала Дакка (тогда столица Восточного Пакистана). Третий центр был открыт в 1965 году в Равалпинди — Исламабаде, а четвёртый — в Карачи в 1966 году. Позднее центры в Пешаваре и Кветте были открыты к 1974 году.
В 1966 году PTV было передано компании «Television Promoters Company», которая была создана в том же году при Министерстве информации и телерадиовещания. В 1967 году TPC была преобразована в «Pakistan Television Corp». В 1972 году PTV Corporation была национализирована. Первоначально транслировавшаяся в чёрно-белом формате, PTV начала цветную передачу в 1976 году. Благодаря этому новому обновлению техники и оборудования в 1987 году была основана и открыта Пакистанская телевизионная академия для обучения студентов, желающих работать в этой среде. Как и в случае с другим соглашением, правительство профинансировало большую часть средств, в то время как частные венчурные капиталисты предложили профинансировать оставшуюся часть. В конце 1980-х годов по PTV началась утренняя трансляция.

### 1990—2000 гг.
В 1990 году тогдашнее правительство запустило первую полугосударственную телевизионную сеть страны под названием «Peoples Television Network» (PTN) под управлением «Peoples TV Network», компании, полностью принадлежащей «Shalimar Recording Company» (которая ныне называется «Shalimar Recording and Broadcasting Company»).
В 1991 году PTN была объединена с «Shalimar Recording Company», и телеканал PTN был переименован в «Shalimar Television Network» (STN). Сеть PTN / STN начала свою деятельность сначала из Исламабада, а затем из Карачи, Лахора, и к середине 1990-х годов сеть распространилась по всей стране. Вскоре стартовали программы BBC World. В 1990 году PTN по соглашению с частной компанией (Inter-flow) запустила первый в истории частный телевизионный слот Пакистана, «Network Television Marketing» (NTM), таким образом, вещание STN стало комбинацией программ CNN, слот NTM и ограниченные трансляции программ BBC World и German DW TV. Это продолжалось до 1999 года. NTM стал глотком свежего воздуха для пакистанских зрителей благодаря своим свежим и новаторским программам.
Сеть PTV запустила полномасштабную услугу спутникового вещания в 1991—1992 годах. В 1992 году был запущен PTV-2, первый спутниковый канал Пакистана. В 1994 году PTV стал частью спутникового луча вместе с PTV-2.
Пакистан быстро осознал и использовал возможности прямого спутникового вещания. У неё не было собственной технологии, но в 1992 году Пакистан наняла ретранслятор для PTV на спутнике AsiaSat-1. Это дало Пакистану возможность транслировать передачи в Индию, в другие части Южной Азии и в Персидский залив, где работали сотни тысяч пакистанцев. Но не было государственной поддержки частных предпринимателей, заинтересованных в инвестировании в спутниковые каналы, а в Пакистане ни один из этих планов ни к чему не привёл. Лишь в 1998 году правительство Пакистана отреагировало на популярность каналов хинди запуском канала PTV World с заданием удовлетворить пакистанские развлекательные и культурные потребности диаспоры Южной Азии.
В 1998 году PTV 2 был переименован в PTV World. В 1998 году PTV совместно с частной компанией (Prime Entertainment Network) запустили PTV Prime исключительно для европейских, а затем и для американских зрителей. Спутниковое вещание цифрового телевидения было запущено в 1999 году. В 2001 году PTV / PTV-1 (независимый от PTV 2 / World) обзавёлся собственным спутниковым лучом.
NTM прекратил вещание в 1999 году из-за финансовых проблем. В том же году STN был передан PTV Network году и получил новое название «Channel-3», который начал свои передачи на регулярной основе в 2000 году.
В 2000 году правительство страны открыло новые пути для медиаиндустрии Пакистана, разрешив частным телеканалам работать открыто, даже для передачи своих собственных новостей и текущих событий. В 2000 году был запущен Indus Vision (первый частный спутниковый канал Пакистана). «ARY Digital» был запущен в 2001 году, «Geo TV» в 2002 году, «Aaj TV» в 2004 году и «Hum TV» был запущен в 2005 году.

## Распределение
В Пакистане только национальным вещателям разрешено использовать наземный эфир. Бесплатными являются три телеканала: PTV Home, PTV News и ATV. Передачи AJK TV доступны по наземной сети только в северных районах Азад Джамму и Кашмир. Недавно Пакистан запустил цифровое наземное вещание в отдельных регионах только в сотрудничестве с Китаем. Через DTMB посредством наземного луча доступны пять телеканалов сети PTV, ATV и два китайских телеканала. Многие национальные и международные каналы доступны через спутник.
Некоторые национальные телеканалы платные. Телевидение по протоколу Интернет предоставляется компанией Pakistan Telecommunications Company Limited, которая отличается высоким качеством и довольно популярна в городских центрах. Сети кабельного телевидения — самый известный способ распространения телеканалов в Пакистане.

## Регулирование
Управление по регулированию электронных СМИ Пакистана (PEMRA) регулирует телеканалы в Пакистане. Этот орган выдаёт лицензии на запуск любого телеканала в Пакистане. Вышеупомянутые национальные вещатели, то есть PTV Corp и SRBC, не подпадают под юрисдикцию PEMRA.

## Опасения по поводу увеличения притока иностранных каналов
Обеспокоенность увеличением количества иностранных каналов на местном телевидении, особенно в Индии и на Ближнем Востоке. Некоторые пакистанские журналисты назвали это культурным вторжением в страну.